# Nautae
Die Nautae (Plural zu lateinisch nauta, m., davon abgeleitet im fachsprachlichen Französisch nautes) waren im Römischen Reich die Flussschiffer. Das Wort nauta entspricht dem griechischen Ναύτης („Seemann“, „Matrose“). Die Nautae gehörten zu den Navicularii und waren in Collegia (Berufsvereinen) organisiert.
Inschriftlich belegt sind etwa die
- Nautae Ararici (Saône)[2]
- Nautae Aruranci Aramici (Aare und Nebenflüsse)[3]
- Nautae Atricae et Ovidis (Ardèche und Ouvèze)[4]
- Nautae Comenses (Comersee)[5]
- Nautae Danuvi (Donau)[6]
- Nautae Druentici (Durance)[7]
- Nautae Lacus Lemanni bzw. nautae Lacu Lemanno qui Leusonnae consistunt bzw. nautae Leusonnenses (Lausanne, Genfersee)[8]
- Nautae Ligerici (Loire)[9]
- Nautae Mosallici (Mosel)[10]
- Nautae Parisiaci, die Schiffer der Parisii in Lutetia Parisiorum (Paris, Seine)[11]
- Nautae Rhodanici et Ararici (Rhone und Saône)[12]
  - Nautae Rhodanici[13]
  - Nautae Ararici[14]

## Die Nautae in Lutetia (Nautae Parisiaci)
Von den Schiffern von Lutetia ist ein aufwendiges Weihemonument zu Ehren des Jupiters, der Pfeiler der Nautae Parisiaci, auch Pilier des nautes genannt, erhalten, der 1710 unter der Kathedrale Notre-Dame gefunden wurde und sich heute im Musée national du Moyen Âge befindet.

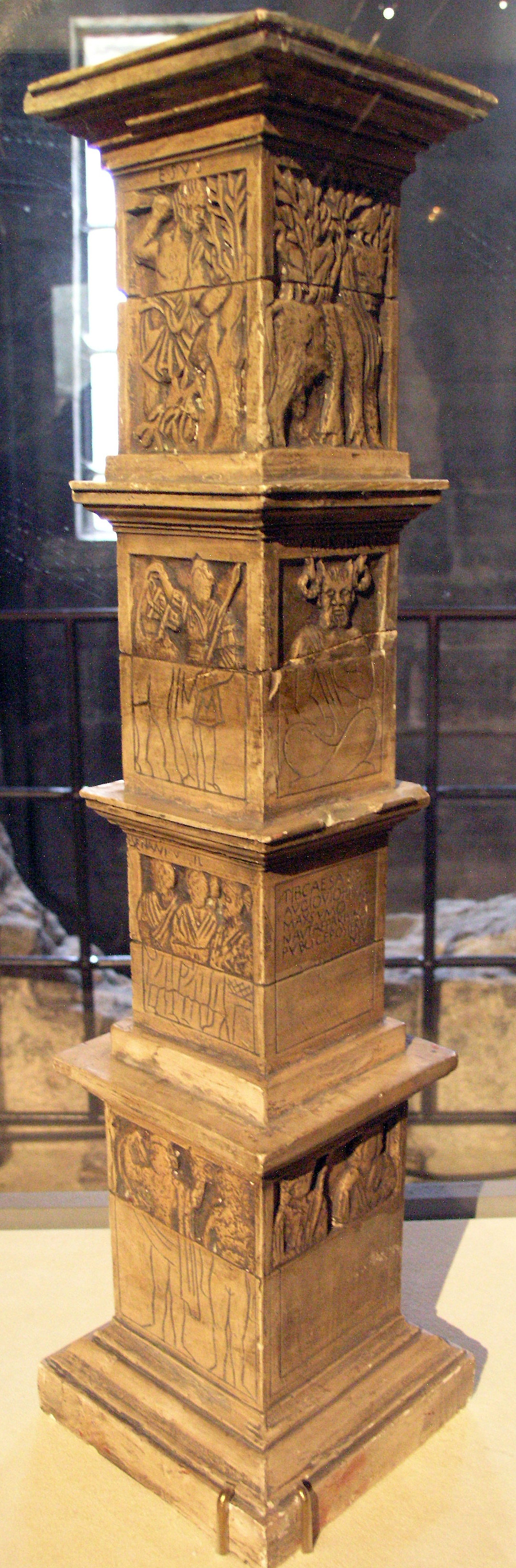
Das Modell des Pfeilers der Nautae Parisiaci

Dieses in der Zeit des Tiberius (14–37 n. Chr.) errichtete Monument zeigt die Bilder zahlreicher römischer und keltischer Gottheiten.